# كاباناس
بلدية كاباناس (بالإسبانية: Cabanas) هي بلدية تقع في مقاطعة جرندة التابعة لمنطقة كتالونيا شمال شرق إسبانيا.

## الديموغرافيا
بلغ عدد سكان بلدية كاباناس 912 نسمة عام 2011 (وفقاً للمعهد الوطني الإسباني للإحصاء).
| 770 | 777 | 796 | 911 | 903 | 932 | 912 |